# Aptenocanthon
Aptenocanthon là một chi bọ cánh cứng thuộc họ Scarabaeidae.